# Italiens Grand Prix 2009
Italiens Grand Prix 2009 var det trettonde av 17 lopp ingående i formel 1-VM 2009.

## Rapport
Lewis Hamilton kom tillbaka starkt efter besvikelsen i Q2 i samband med Belgiens Grand Prix, och delvis tack vare lite bränsle kunde han ta årets andra pole position. Adrian Sutil fortsatte Force Indias fina form, och kvalificerade sig i första startled, medan Kimi Räikkönen kunde tack vare en lätt tankad Ferrari kvala in som trea inför Ferraris hemmasupportrar.
Hamilton tog starten, medan Räikkönen tog hjälp av KERS för att passera Sutil. Hamilton gjorde en oväntat dålig start, och Räikkönen fick bromsa in för att inte köra på Hamiltons McLaren. Brawnbilarna med Rubens Barrichello och Jenson Button klarade sig oväntad bra gentemot KERS-bilarna omkring dem, och kunde hänga på Hamiltons tempo riktigt bra med tanke på deras extra vikt i form av bränsle. Hamiltons extra depåstopp gjorde att han tappade segern till Barrichello, medan även Button tog sig förbi Hamilton när den sistnämnde gjorde sitt andra stopp.
Räikkönen och Sutil gick in på samma varv vid det andra tillfället, och båda depåstoppen gick fel, men de kom ut på samma positioner som tidigare. Räikkönen stannade på väg ut med kopplingsproblem, och tappade två sekunder, medan Sutil körde för långt fram på väg in till platsen. De bägge fick dock en varsin plats till skänks, när Hamilton tappade sin McLaren i ett desperat försök att gå ikapp Button på det sista varvet. Loppet neutraliserades, och alla förarna rullade i mål det sista halva varvet. Barrichello tog sin tredje seger på Monza, efter att ha vunnit med Ferrari 2002 och 2004.
Fernando Alonso tog en överraskande femteplats, trots att hans Renault saknade toppfart på grund av bristande motorstyrka. Sebastian Vettels mästerskapschanser såg dock obefintliga ut, sedan han fått nöja sig med en åttondeplats. Hans stallkamrat Mark Webber blev indragen i en startkollision, och hans möjligheter var i stort sett matematiskt körda.

## Resultat

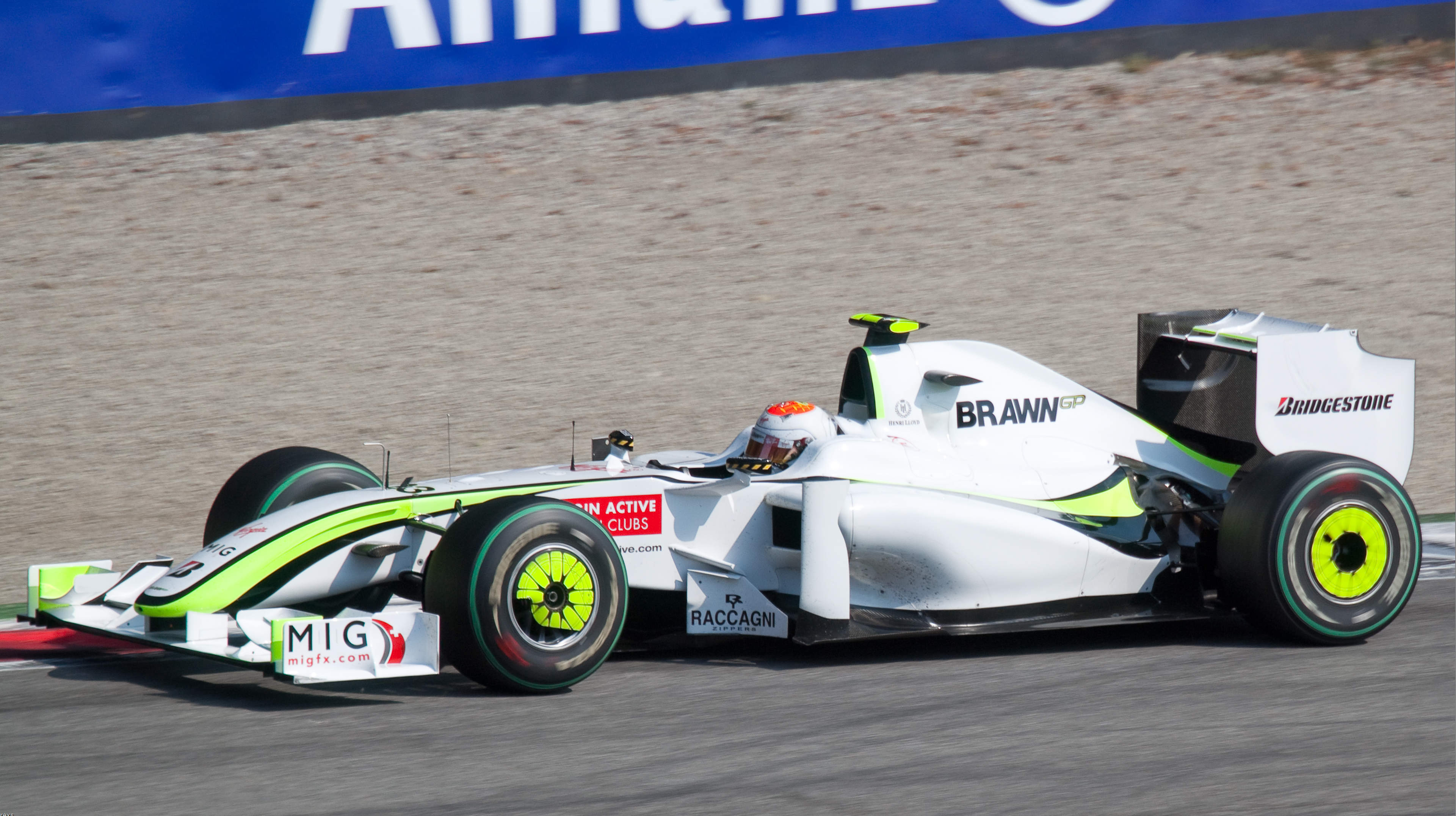
Rubens Barrichello vann loppet.

1. Rubens Barrichello, Brawn-Mercedes, 10 poäng
2. Jenson Button, Brawn-Mercedes, 8
3. Kimi Räikkönen, Ferrari, 6
4. Adrian Sutil, Force India-Mercedes, 5
5. Fernando Alonso, Renault, 4
6. Heikki Kovalainen, McLaren-Mercedes, 3
7. Nick Heidfeld, BMW Sauber, 2
8. Sebastian Vettel, Red Bull-Renault, 1
9. Giancarlo Fisichella, Ferrari
10. Kazuki Nakajima, Williams-Toyota
11. Timo Glock, Toyota
12. Lewis Hamilton, McLaren-Mercedes (varv 52, skada)
13. Sébastien Buemi, Toro Rosso-Ferrari (varv 52, följde Safety Car)
14. Jarno Trulli, Toyota
15. Romain Grosjean, Renault
16. Nico Rosberg, Williams-Toyota

### Förare som bröt loppet
- Vitantonio Liuzzi, Force India-Mercedes (varv 22, transmission)
- Jaime Alguersuari, Toro Rosso-Ferrari (19, växellåda)
- Robert Kubica, BMW Sauber (15, oljeläckage)
- Mark Webber, Red Bull-Renault (23, kollision)